# Wustrowsee
Der Wustrowsee liegt westlich der Stadt Sternberg im Landkreis Ludwigslust-Parchim in Mecklenburg-Vorpommern. Der Name Wustrow leitet sich aus dem Slawischen ab und bedeutet „Insel“. Der Seename bedeutet also Inselsee und bezieht sich vermutlich auf die mitten im See gelegene Möweninsel. Der See hat eine Längsausdehnung von etwa 1200 Metern und eine maximale Breite von etwa 500 Metern. Das Gewässer hat zwei markante Buchten an der Südostseite und eine am Nordende des Sees. Hier befindet sich auch der Abfluss Richtung Bürgermeistersee.
Der See und sein Umfeld sind Bestandteil des FFH-Gebietes Obere Seen und Wendfeld (bei Sternberg).

## Nachweise
1. ↑  Geodatenviewer des Amtes für Geoinformation, Vermessungs- und Katasterwesen Mecklenburg-Vorpommern (Hinweise)
2. ↑  Standarddatenbogen FFH-Gebiet Obere Seen und Wendfeld (bei Sternberg) (PDF; 48 kB)